# 芒特胡爾達 (密蘇里州)
芒特胡爾達（英語：Mount Hulda），又名胡爾達（Hulda），是位於美國密蘇里州本頓縣的非建制地區。

## 歷史
芒特胡爾達的郵局於1904年設立，其後於1924年停運。

## 地理
芒特胡爾達所處的海拔為高於海平面277米（即909英呎），而該地所採用的時區為UTC-6，即北美中部時區（CST）。同時該地設有夏令時間，為UTC-6調快一小時，即UTC-5（CDT）。